# Mus pahari
Mus pahari är en däggdjursart som beskrevs av Thomas 1916. Mus pahari ingår i släktet Mus och familjen råttdjur. IUCN kategoriserar arten globalt som livskraftig. Inga underarter finns listade i Catalogue of Life.
Denna mus blir 88 till 103 mm lång (huvud och bål), har en 88 till 90 mm lång svans, 21 till 23 mm långa bakfötter och 15 till 17 mm långa öron. Vikten är 21 till 24 g. Med sin långsträckta nos, de små ögonen och de små öronen påminner arten om en näbbmus. Individerna har blågrå päls på ovansidan och silvergrå päls på undersidan. På ryggen är några styva hår eller taggar inblandade i pälsen. Även svansen är uppdelad i en mörkbrun ovansida och en vit undersida.
Arten förekommer i södra och sydöstra Asien från nordöstra Indien, Bhutan och södra Kina till norra Thailand och Vietnam. En mindre avskilda population lever i Kambodja. Musen vistas i kulliga områden och i bergstrakter mellan 200 och 2000 meter över havet. Habitatet utgörs främst av skogar och av landskap nära skogar.
Individerna är aktiva på natten och går på marken eller klättrar i växtligheten. Boet är en boll av torrt gräs. Mus pahari skapar inga jordhålor och den äter främst insekter.